# توماس لايتون ديكر
توماس لايتون ديكر (بالإنجليزية: Thomas Leighton Decker)‏ هو صحفي وشاعر سيراليوني، ولد في 25 يوليو 1916 في فريتاون في سيراليون، وتوفي في 7 سبتمبر 1978 في لندن في المملكة المتحدة.